# 情報通信業
情報通信業（じょうほうつうしんぎょう）は、情報の通信に関係する情報サービス業である。日本標準産業分類や証券取引所で定められている産業分類にもある。

## 概要
情報通信業の範囲は、公的には日本標準産業分類で定められている。日本標準産業分類は、情報通信業を通信業、放送業、情報サービス業、インターネット付随サービス業、映像・音声・文字情報制作業の5つに分類している。つまり情報通信業はIT関係の事業とマスメディア関係の事業を指す。一方でハードウェアの製造や新聞の印刷など製造に属する事業は除外されている。
一般的な意味での情報通信業は、IT関係の事業のみを指す。マスメディア関係の事業は広義においての情報通信業とされる。製造を含むIT関係の事業は、総称としてIT産業と呼ばれる。
なお東京証券取引所が定める33の業種にも情報通信業がある。これは日本標準産業分類を参考に決定されている。

## 主な事業

### 通信業
主に有無線そのほかの手段による電気通信によって情報伝達を行う企業等が分類される。
- 管理、補助的経済活動を行う事業所- 主に自己通信グループ企業の経営のために組織管理や人材育成、財務経理、企画・宣伝・研究開発・各種プロジェクトなど、生産工場等の現場業務以外の業務を行う企業等。
  - 主として管理事務を行う本社等 - 主に通信業に携わる企業等を管理監督する本社や支社。各企業の本社・本店・支社など。
  - その他の管理、補助的経済活動を行う事業所 - 主に通信業の円滑な活動を支援するために企業グループ内の別の事業所などで、清掃業務や機器の整備・保安業務などの支援を行う企業等。グループ企業専用の倉庫・車庫・修理工場など。
- 固定電気通信業 - 主に設置・運用している情報局・設備が基地局のように固定されている企業等で以下4種に細分される。
  - 地域電気通信業 - 主に都道府県内や区内など一定の地域内における固定通信を運用している企業等。NTT東西など。
  - 長距離電気通信業 - 主に長距離間の固定通信を運用している企業等。国際電話会社・衛星電話局・海底ケーブル通信中継所など。
  - 有線放送電話業 - 有線設備を用いて有線による放送（有線放送）と通話（有線電話）を運用している企業等。主に市町村内など一定区域内における利用者を対象にサービスが提供されている。各有線放送協会・各有線放送電話農業協同組合など。
  - その他の固定電気通信業 - 上記3種に分類されない企業等。伝言サービス・ISP会社など。
- 移動電気通信業 - 主に設置・運用している情報局・設備が移動局のように移動通信の形態で運用されている企業等。携帯電話会社・衛星携帯電話会社・無線呼出し事業社など。
- 電気通信に附帯するサービス業 - そのほか上記いずれの通信業にも分類されない企業等。空港無線電話受託会社・移動無線センターなど。

### 放送業
主に有無線そのほかの放送設備を用いて公衆に直接視聴させる放送事業を行う企業等が分類される。ただしCATVなどの放送事業を電話事業と同時運用している企業等は上記通信業の有線放送電話業に分類される。
- 管理、補助的経済活動を行う事業所 - 主に自己放送グループ企業の経営のために組織管理や人材育成、財務経理、企画・宣伝・研究開発・各種プロジェクトなど、現場業務以外の業務を行う企業等。
  - 主として管理事務を行う本社等 - 主に放送業に携わる企業等を管理監督する本社や支社。各企業の本社・本店・支社など。
  - その他の管理、補助的経済活動を行う事業所 - 主に放送業の円滑な活動を支援するために企業グループ内の別の事業所などで、清掃業務や機器の整備・保安業務などの支援を行う企業等。グループ企業専用の倉庫・車庫・修理工場など。
- 公共放送業 - 主に公共目的で、非営利に放送事業を行う企業等。NHKグループのみが該当している（ただしNHKグループの研究所と営業センターは除く）。
- 民間放送業 - 主にスポンサー企業や視聴契約者からの収入による利益をもって各種放送事業を運用する企業等で以下4種に細分される。
  - テレビジョン放送業 - 主に企業CMや有料チャンネル契約の収入によってテレビ放送のみまたはテレビ放送とラジオ放送の両方を運用している企業等。民放各社など。
  - ラジオ放送業 - 主に企業CMや有料チャンネル契約の収入によってラジオ放送のみを運用している企業等。FM放送各社など。
  - 衛星放送業 - 主に放送手段として地上波ではなく衛星による通信を利用している企業等。衛星放送各社など。
  - その他の民間放送業 - 上記3種に分類されない企業等。文字放送各社など。
- 有線放送業 - 有線放送設備を用いて各種放送事業を運用する企業等で以下2種に細分される。
  - 有線テレビジョン放送業 - 主に有線設備を用いてテレビ放送のみまたはテレビ放送とラジオ放送の両方を運用している企業等。有線テレビ会社、電話事業を行わないCATV会社など。
  - 有線ラジオ放送業 - 主に有線設備を用いてラジオ放送のみを運用している企業等。有線ラジオ会社、音声告知放送サービスなど。

### 情報サービス業
主に情報処理や情報提供などのサービスを行う企業等が分類される。
- 管理、補助的経済活動を行う事業所 - 主に自己情報サービスグループ企業の経営のために組織管理や人材育成、財務経理、企画・宣伝・研究開発・各種プロジェクトなど、現場業務以外の業務を行う企業等。
  - 主として管理事務を行う本社等 - 主に情報サービス業に携わる企業等を管理監督する本社や支社。各企業の本社・本店・支社など。
  - その他の管理、補助的経済活動を行う事業所 - 主に情報サービス業の円滑な活動を支援するために企業グループ内の別の事業所などで、清掃業務や機器の整備・保安業務などの支援を行う企業等。グループ企業専用の倉庫・車庫・修理工場など。
- ソフトウェア業 - 主に各種ソフトウェアプログラムの作成や作成に関する調査分析などを行う企業等、メディア開発を行う企業等で以下4種に細分される。
  - 受託開発ソフトウェア業 - 第三者・企業などからの委託によってプログラム作成と作成に関する調査分析・アドバイスなどを行う企業等。プログラム作成会社・情報システム開発会社・ソフト作成コンサルタントなど。
  - 組込みソフトウェア業 - 情報通信機器や家電製品などに組込まれ、機器機能実現のたのソフトを作成する企業等。組込みソフト作成会社など。
  - パッケージソフトウェア業 - パッケージプログラム作成と作成に関する調査分析・アドバイスなどを行う企業等。パッケージソフト事業会社など。
  - ゲームソフトウェア業 - 家庭用ゲーム機や携帯ゲーム機、パソコンなどで用いるゲームソフトの作成と作成に関する調査分析・アドバイスなどを行う企業等（ただしゲーム用のカセットや光学ディスク（これらはハードウェア）の製造は情報記録物製造業に分類される）。ゲームソフト作成会社など。
- 情報処理・提供サービス業 - 情報の演算処理を代行する企業等や各種データの収集および提供などを行う企業等で以下3種に細分される。
  - 情報処理サービス業 - 第三者・企業などからの委託によって各種計算処理の代行などを行う企業・サービス等。計算センター・タイムシェアリングサービス・データエントリーサービスなど。
  - 情報提供サービス業 - 様々なデータを調査収集し、そのデータを加工および蓄積して情報として提供する企業・サービス等。データベースサービス（不動産情報センター・道路交通情報センター・気象情報センター）など。
  - その他の情報処理・提供サービス業 - 上記2種に分類されないサービス等。市場調査・世論調査など。

### インターネット附随サービス業
主にインターネットを通じて通信と情報サービスを提供・運営する事業を行う企業等が分類される。
- 管理、補助的経済活動を行う事業所 - 主に自己インターネットサービスグループ企業の経営のために組織管理や人材育成、財務経理、企画・宣伝・研究開発・各種プロジェクトなど、現場業務以外の業務を行う企業等。
  - 主として管理事務を行う本社等 - 主にインターネット附随サービス業に携わる企業等を管理監督する本社や支社。各企業の本社・本店・支社など。
  - その他の管理、補助的経済活動を行う事業所 - 主にインターネット附随サービス業の円滑な活動を支援するために企業グループ内の別の事業所などで、清掃業務や機器の整備・保安業務などの支援を行う企業等。グループ企業専用の倉庫・車庫・修理工場など。
- インターネット附随サービス業 - 主にインターネットを利用する上で必要な情報提供や配信サービス、各種サポートサービスを行う企業等で以下3種に細分される。
  - ポータルサイト・サーバ運営業 - 主にインターネットを用いた情報提供や契約者にサーバ機能を利用提供するサービス行う企業等（ただし主に広告提供を行う企業等（ネット広告会社など）やサーバ機能を他事業での利用のために提供する企業等（ネットバンク会社など）は含まない）。ウェブ検索サービス・ネットショッピングサイト運営会社・ネットオークションサイト運営会社など。
  - アプリケーション・サービス・コンテンツ・プロバイダ - 主にインターネットを用いた音楽提供や映像配信などを行う企業等。ASP会社・ウェブコンテンツ提供会社など。
  - インターネット利用サポート業 - 主にインターネット利用時に必要とする各種サポートを提供する企業等。電子認証サービス・セキュリティサービスなど

### 映像・音声・文字情報制作業
映画・ビデオ・テレビ番組の制作・配給を行う企業等や、レコード・ラジオ番組の制作を行う企業等、新聞・書籍のなどの発行・出版を行う企業等が分類される。
- 管理、補助的経済活動を行う事業所- 主に自己制作グループ企業の経営のために組織管理や人材育成、財務経理、企画・宣伝・研究開発・各種プロジェクトなど、現場業務以外の業務を行う企業等。
  - 主として管理事務を行う本社等 - 主に映像・音声・文字情報制作業に携わる企業等を管理監督する本社や支社。各企業の本社・本店・支社など。
  - その他の管理、補助的経済活動を行う事業所 - 主に映像・音声・文字情報制作業の円滑な活動を支援するために企業グループ内の別の事業所などで、清掃業務や機器の整備・保安業務などの支援を行う企業等。グループ企業専用の倉庫・車庫・修理工場・機材置場など。
- 映像情報制作・配給業 - テレビ番組・映画・アニメなどの視聴する映像を制作または配給している企業等で以下4種に細分される。
  - 映画・ビデオ制作業 - 主にアニメを除いた映画の制作のみまたは制作と配給の両方を行う企業等や記録映像そのほかのビデオ制作を行う企業等。映画の撮影所や制作会社、ビデオ制作会社など。
  - テレビジョン番組制作業 - 主にアニメを除いたテレビ番組の制作を行う企業等。番組制作会社、CM制作会社など。
  - アニメーション制作業 - 主にアニメの制作を行う企業等。アニメ制作会社など。
  - 映画・ビデオ・テレビ番組配給業 - 主に映画・ビデオ・テレビ番組の配給のみを行う企業等やフィルムの購入・交換などを行う企業等。独立した映画フィルム配給会社・CATV番組や有線テレビ番組配給会社など。
- 音声情報制作業 - 主にレコード・CD・ラジオなどの音声内容や音声番組の制作を行う企業等で以下2種に細分される。
  - レコード制作業 - 主にレコード内容の企画や制作を行う企業等。レコード会社・音楽出版会社など。
  - ラジオ番組制作業 - 主にラジオ番組の制作を行う企業等。ラジオ番組制作会社など。
- 新聞業 - 主に新聞の発行を行う企業。新聞社各社・新聞発行会社など。
- 出版業 - 主に一般書籍・学習関連書籍・雑誌・パンフレットなどの出版を行う企業等。出版社各社・情報誌発行サービスなど。
- 広告制作業 - 主に印刷物・出版物に掲載する広告（ページ内広告など）の企画・制作を行う企業等。印刷物にかかる広告制作会社・制作プロダクションなど。
- 映像・音声・文字情報制作に附帯するサービス業 - 各種ニュースの供給や番組などの制作にかかわるサービスの提供を行う企業等で以下2種に細分される。
  - ニュース供給業 - テレビ・新聞・ラジオ・広報などにニュースの供給・提供を行う企業等。ニュース供給会社・印刷発行を行わない新聞社の支局・放送設備を持たない民間放送の支局など。
  - その他の映像・音声・文字情報制作に附帯するサービス業 - 上記に分類されないそのほかのサービス提供を行う企業等。番組出演者斡旋サービス・フィルム現像会社・ポストプロダクションサービス・撮影スタジオ貸出しサービス・レコーディングスタジオ・出版編集会社など。